# Compromis
Een compromis is een zodanige voorkoming of beëindiging van een conflict, dat geen van de strijdende partijen voor 100% zijn/haar zin of gelijk heeft gekregen, maar dat voor beide partijen aanvaardbaar is. Het resultaat is voor de betrokken partijen dan weliswaar niet maximaal, dat wil zeggen niet het onderste uit de kan, maar omdat ieder zich er in kan verenigen wel optimaal, dat wil zeggen het best bereikbare onder de geldende omstandigheden. Een vergelijkbaar begrip of situatie is de modus vivendi.

## Juridische betekenis
- In het burgerlijk procesrecht en het internationaal recht wordt compromis gebruikt in de zin van een overeenkomst waarin twee partijen die reeds een conflict hebben overeenkomen dit conflict aan een particuliere rechter ter arbitrage voor te leggen.

- Daarnaast kent men het compromissoir beding of de compromissoire clausule (in Nederland[1]) en het scheidsrechterlijk of arbitragebeding (in België) (Frans: clause compromissoire). Dit is een clausule die in een overeenkomst van burgerlijk of internationaal recht wordt opgenomen waardoor wordt bepaald dat geschillen die rijzen met betrekking tot die overeenkomst aan een particuliere (private) rechtbank zullen worden voorgelegd.[2] Het Belgische arbeidsrecht verbiedt het opnemen van een arbitragebeding in de arbeidsovereenkomst tenzij het conflict reeds bestond voor het afsluiten van het contract, of wanneer het gaat om hoge bedienden ('kaderleden') van het bedrijf.[3]

- In België wordt een onderhandse verkoopovereenkomst van een onroerend goed ook wel een compromis genoemd. Een compromis is een volwaardige verkoopovereenkomst en geen 'voorlopig' of 'tijdelijk' contract waar partijen van kunnen afwijken bij de later verplicht af te sluiten notariële akte. De notariële akte (en de overschrijving ervan in het hypotheekkantoor) dient enkel om de koop tegenstelbaar (bindend, uitvoerbaar erga omnes) te maken aan derden (bv. de schuldeiser(s) van de verkoper).[4][5]

## Historische betekenis
In de 16e eeuw werd een verdrag of verbond ook wel compromis genoemd, waarbij dit woord uit het Frans werd overgenomen. In de Nederlandse geschiedenis zijn het Eedverbond der Edelen (Compromis des nobles; 1565) en het ermee verbonden Compromis van (gereformeerde) Kooplieden bekend.